# Будванская ривьера
Будва́нская ривье́ра (черног. Будванска Ривијера, Budvanska Rivijera) — длинная полоса (35 км) побережья Адриатического моря на юго-западе Черногории. Основная курортная зона Черногории.
В состав Будванской ривьеры входят следующие курорты:
- Будва;
- Милочер;
- Свети-Стефан;
- Петровац;
- Бечичи;
- Рафаиловичи;
- Пржно;
- Дробничи;
- Режевичи;
- Крстац;
- Булярица.

- Славянский пляж в Будве
- Пляж в Бечичи
- Пляж в Рафаиловичи
- Пляж Каменово
- Пляж Трстено
- Пляж в Свети-Стефан
- Пляж Милочер
- Пляж Яз
- Пляж Булярица